# Viscount Weir

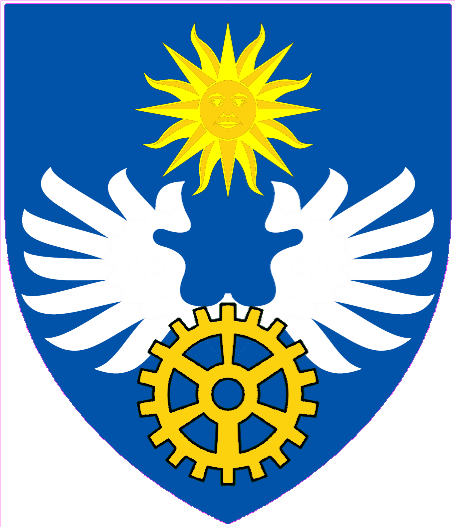
Wappen der Viscounts Weir

Viscount Weir, of Eastwood in the County of Renfrew, ist ein erblicher britischer Adelstitel in der Peerage of the United Kingdom.
Familiensitz der Viscounts war Montgreenan bei Kilwinning in North Ayrshire.

## Verleihung und nachgeordnete Titel
Der Titel wurde am 25. Juni 1938 für den schottischen Unternehmer und Politiker William Weir, 1. Baron Weir geschaffen. Bereits am 26. Juni 1918 war ihm der fortan nachgeordnete Titel Baron Weir, of Eastwood in the County of Renfrew, verliehen worden.

## Liste der Viscounts Weir (1938)
- William Douglas Weir, 1. Viscount Weir (1877–1959)
- James Kenneth Weir, 2. Viscount Weir (1905–1975)
- William Weir, 3. Viscount Weir (* 1933)

Titelerbe (Heir Apparent) ist der Sohn des aktuellen Titelinhabers Hon. James Weir (* 1965).

## Trivia
Der 1. und 2. Viscount Weir sind Namensgeber für den Weir-Gletscher in der Antarktis.